# Joseph Toussaint Reinaud

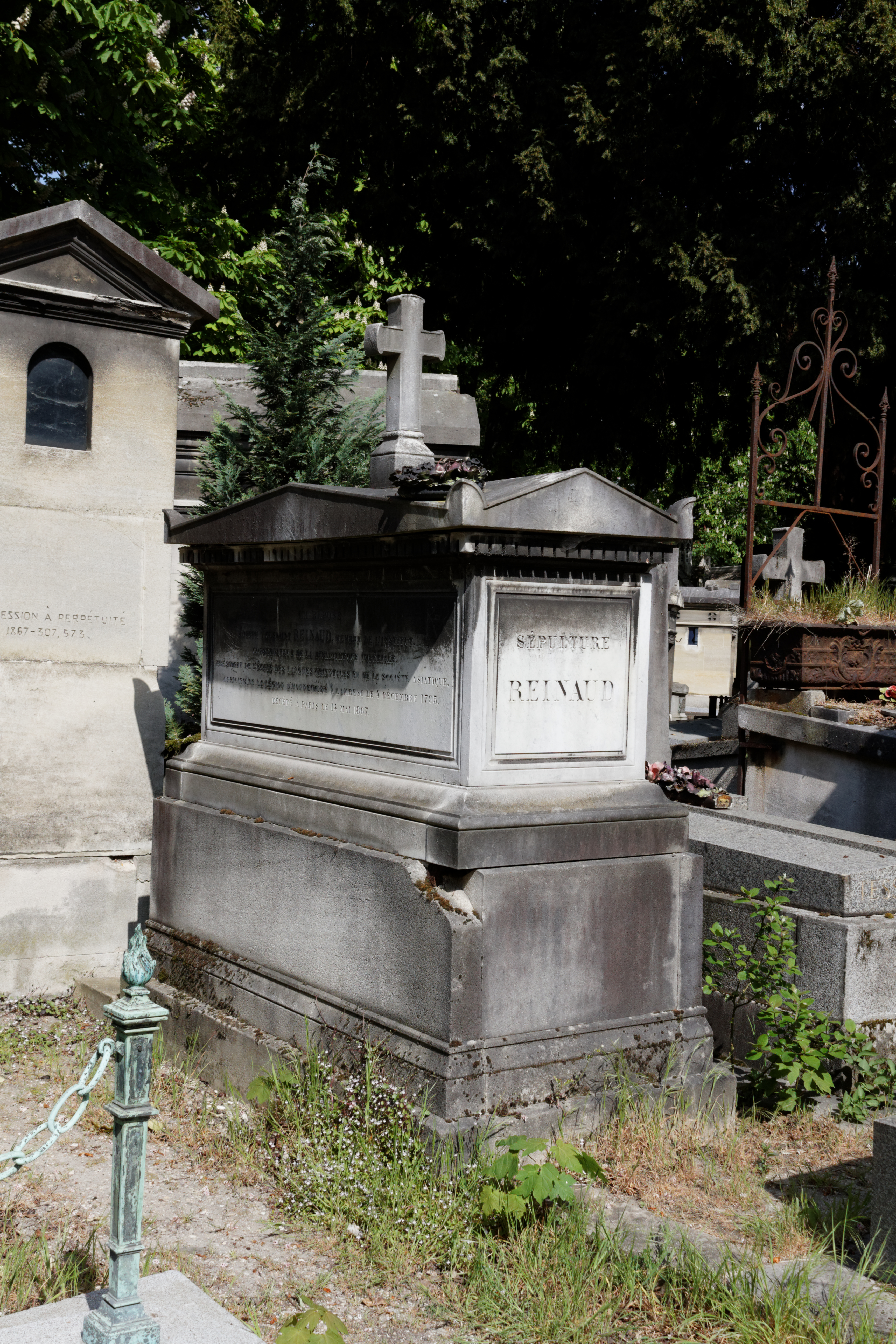
Grab auf dem Friedhof Père-Lachaise in Paris

Joseph Toussaint Reinaud (* 4. Dezember 1795 in Lambesc; † 14. Mai 1867 in Paris) war ein französischer Wissenschaftshistoriker und Orientalist.
Reinaud kam 1815 nach Paris und war ein Schüler von Antoine-Isaac Silvestre de Sacy. 1818/19 war er als Attaché im französischen diplomatischen Dienst in Rom, wo er auch Manuskripte untersuchte. Ab 1824 war er in der Abteilung orientalische Manuskripte der Bibliothèque Royale in Paris. 1838 wurde er nach dessen Tod Nachfolger von de Sacy auf dem Lehrstuhl in der Schule für lebende orientalische Sprachen. 1847 wurde er Präsident der Société Asiatique und 1858 Konservator für orientalische Manuskripte in der kaiserlichen Bibliothek.
Er gab 1840 die Geographie von Abu’l-Fida heraus und eine Teilübersetzung (1848).  Von ihm stammen auch weitere wissenschaftliche Veröffentlichungen zur Geographie des nahen Ostens in Antike und Mittelalter, über die Geschichte der Kreuzzüge, Einfälle der Sarazenen in Italien im Mittelalter und 1845 eine Ausgabe mit Texten über frühe Kontakte der arabisch-persischen Welt mit China und Indien.
Er war Offizier der Ehrenlegion und Mitglied der Académie des inscriptions et belles-lettres (1832). 1842 wurde er korrespondierendes und später Ehrenmitglied der Russischen Akademie der Wissenschaften in Sankt Petersburg.

## Schriften
- Histoire de la sixième croisade et de la prise de Damiette, d’après les écrivains arabes, Libairie orientale de Dondé-Duprey père et fils, Paris, 1826 Archive
- Description des monuments musulmans du cabinet de M. le duc de Blacas, Paris, 1828 Archive
- Extraits des historiens arabes, relatifs aux guerres des croisades, ouvrage formant, d’après les écrivains musulmans, un récit suivi des guerres saintes, Imprimerie royale, Paris, 1829 Archive
- Invasions des Sarrazins en France et de France en Savoie, en Piémont et dans la Suisse, Paris, 1836 (google books); repr. Paris, 1964.
- Notice historique et littéraire sur M. le baron Silvestre de Sacy, lue à la séance générale de la Société asiatique du 25 juin 1838, Librairie orientale de Vve Dondé-Duprey, Paris, 1838 Archive
- Relation des voyages faits par les Arabes et les Persans dans l’Inde et à la Chine dans le IXe siècle de l’ère chrétienne, éd. par Louis-Mathieu Langlès, 1811; nouv. éd. Joseph Toussaint Reinaud, Paris, 1845 Archive; repr. Frankfurt am Main, 1994.
- mit M. Pavé, Du feu grégeois, des feux de guerre et des origines de la poudre à canon, J. Dumaine neveu, Paris, 1845 Archive
- Mémoire géographique, historique et scientifique sur l’Inde, antérieurement au milieu du XIe siècle de l’ère chrétienne d’après les écrivains arabes, persans et chinois, dans Mémoires de l’Institut national de France. Académie des inscriptions et belles-lettres, Imprimerie nationale, Paris, 1849, tome 18, S. 1–399 Archive
- Notice sur la gazette arabe de Beyrout, lue dans la séance générale de la Société asiatique du 29 juin 1858, Imprimerie impériale, Paris, 1858 Archive
- Notice sur Mahomet, Librairie de Firmin Didot frères, fils et Cie, Paris, 1860 Archive
- Relations politiques et commerciales de l’empire romain avec l’Asie orientale (l’Hyrcanie, l’Inde, la Bactriane et la Chine) pendant les cinq premiers siècles de l’ère chrétienne, d’après les témoignages latins, grecs, arabes, persans, indiens et chinois, Imprimerie impériales, Paris, 1863 (Journal asiatique, 3), Archive; repr. Osnabrück, 1966.
- Mémoire sur le Périple de la mer Érythrée et sur la navigation des mers orientales au milieu du troisième siècle de l’ère chrétienne, d’après les témoignages grecs, latins, arabes, persans, indiens et chinois, Imprimerie impériale, Paris, 1864,  Archive